# 四川牛奶菜
四川牛奶菜（学名：Marsdenia schneideri）是夹竹桃科牛奶菜属的植物。分布于中国大陆的四川等地，一般生长在灌木丛中，目前尚未由人工引种栽培。